# Vörösmarty utca metróállomás
A Vörösmarty utca a budapesti kisföldalatti (hivatalos nevén: M1-es metróvonal) egyik állomása, az Oktogon és a Kodály körönd között.

## Átszállási kapcsolatok
| Vörösmarty utca | 105, 210, 210B 73, 76 | Terror Háza Múzeum |

## Galéria

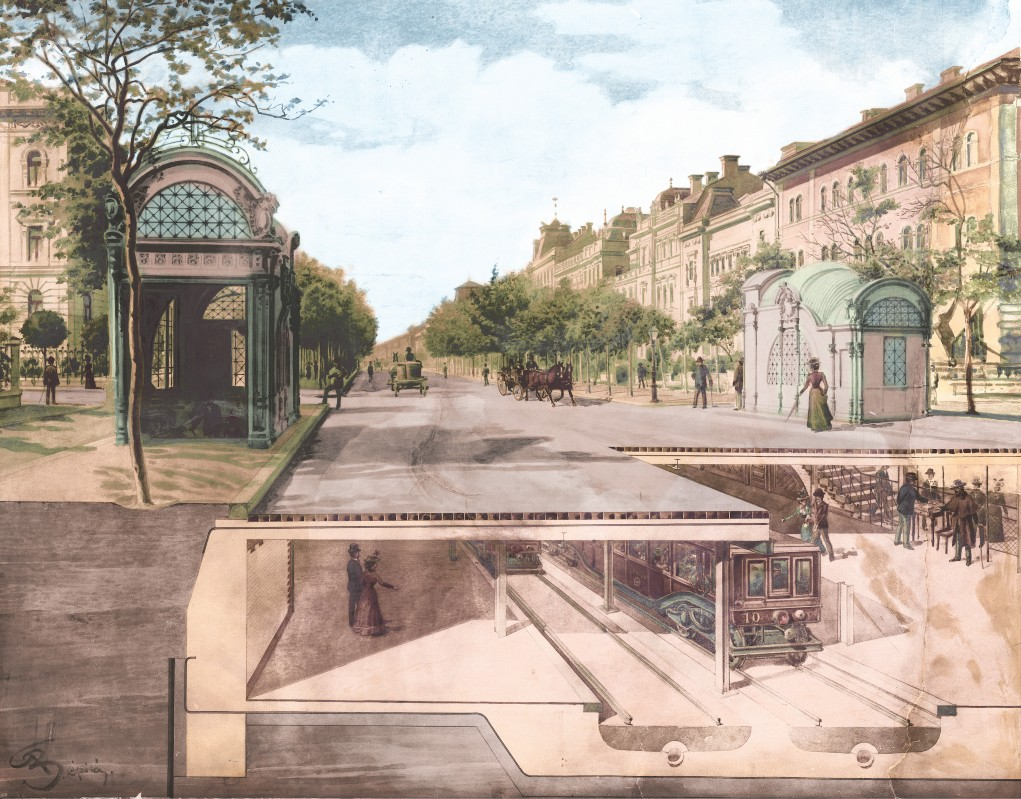
Korabeli metszet a földalattiról, feltehetően ezen állomásnál
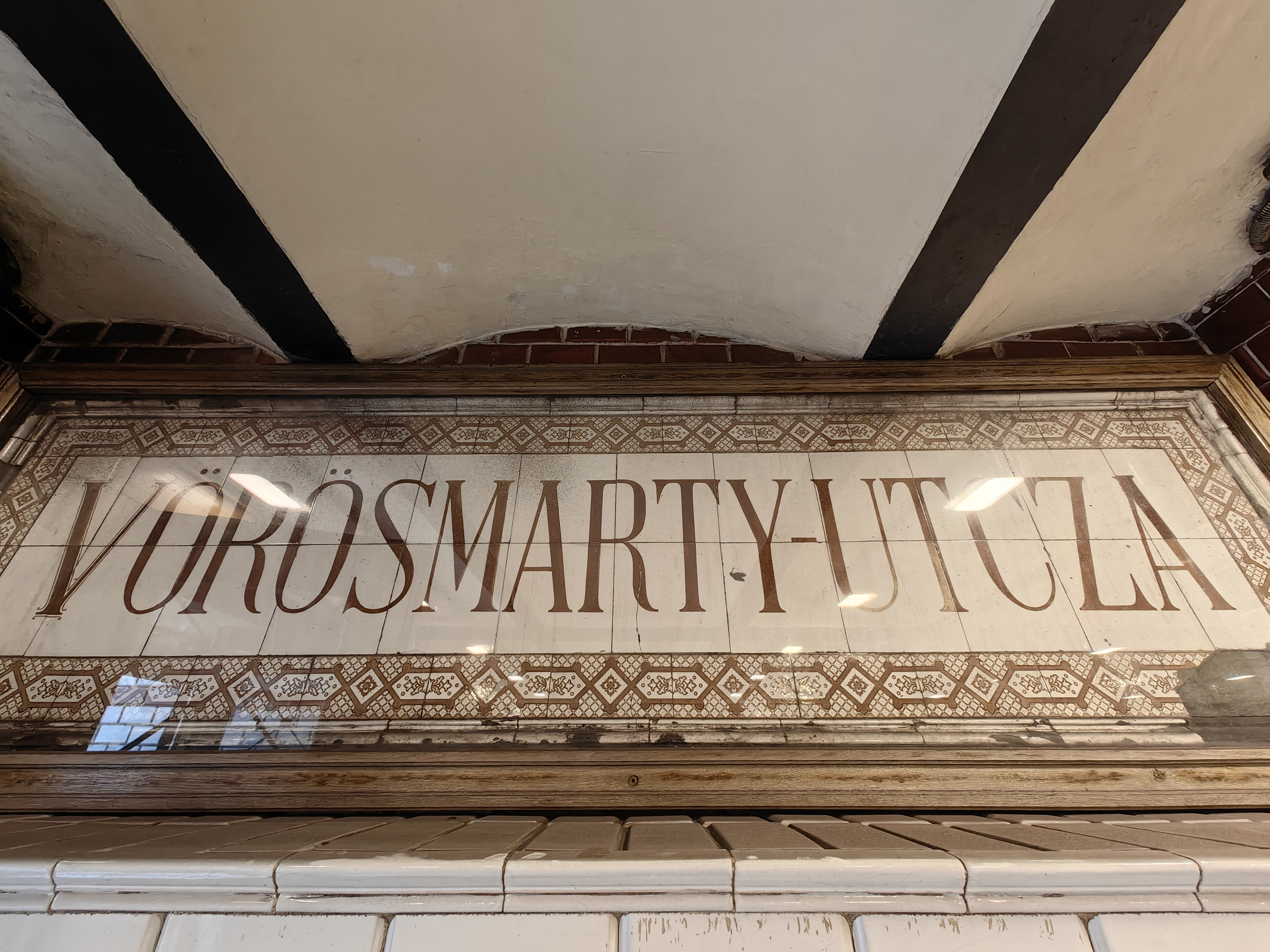
Eredeti stílusú állomás tábla
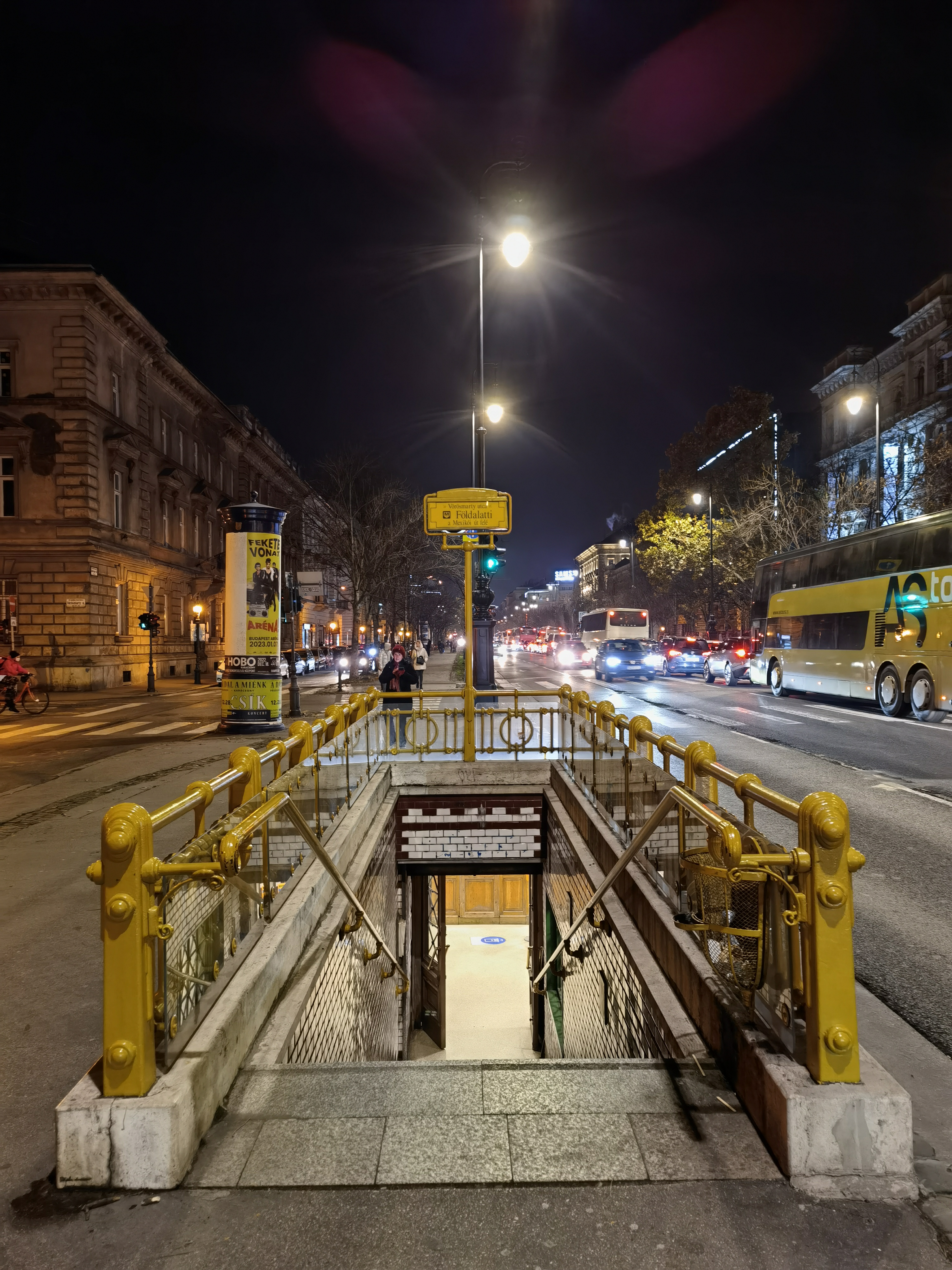
Lejáró az állomásra
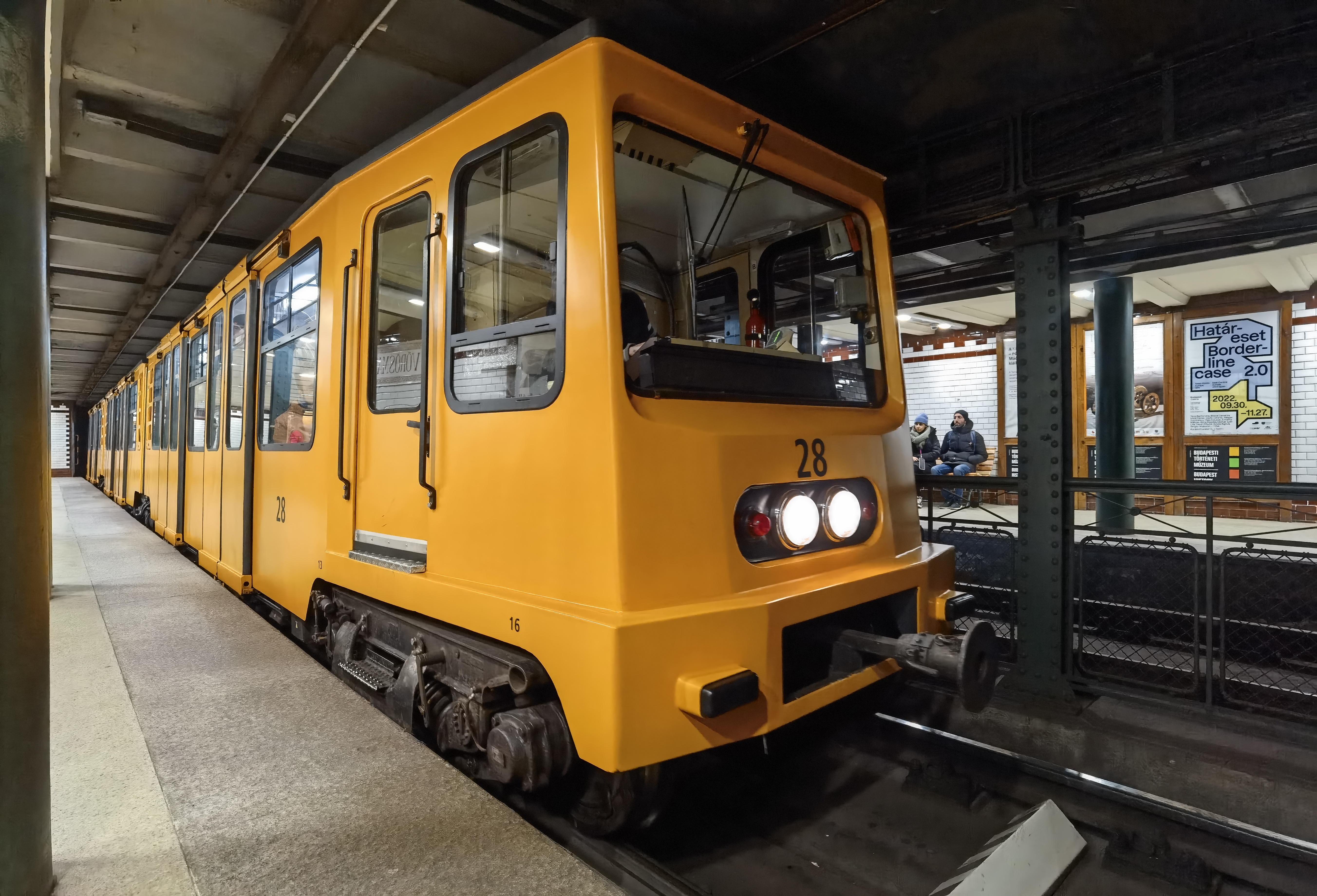
Induló metrószerelvény az állomásról
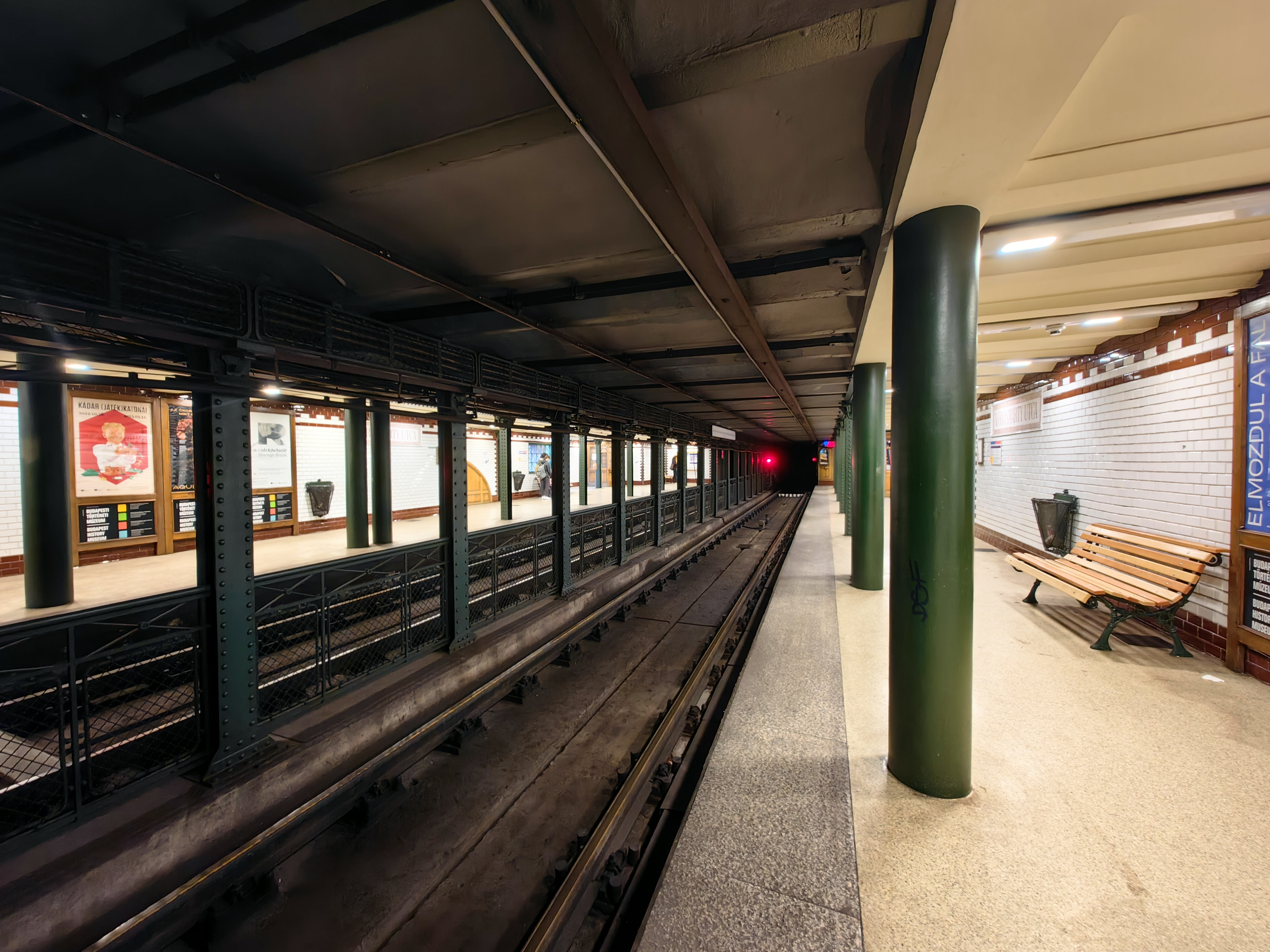
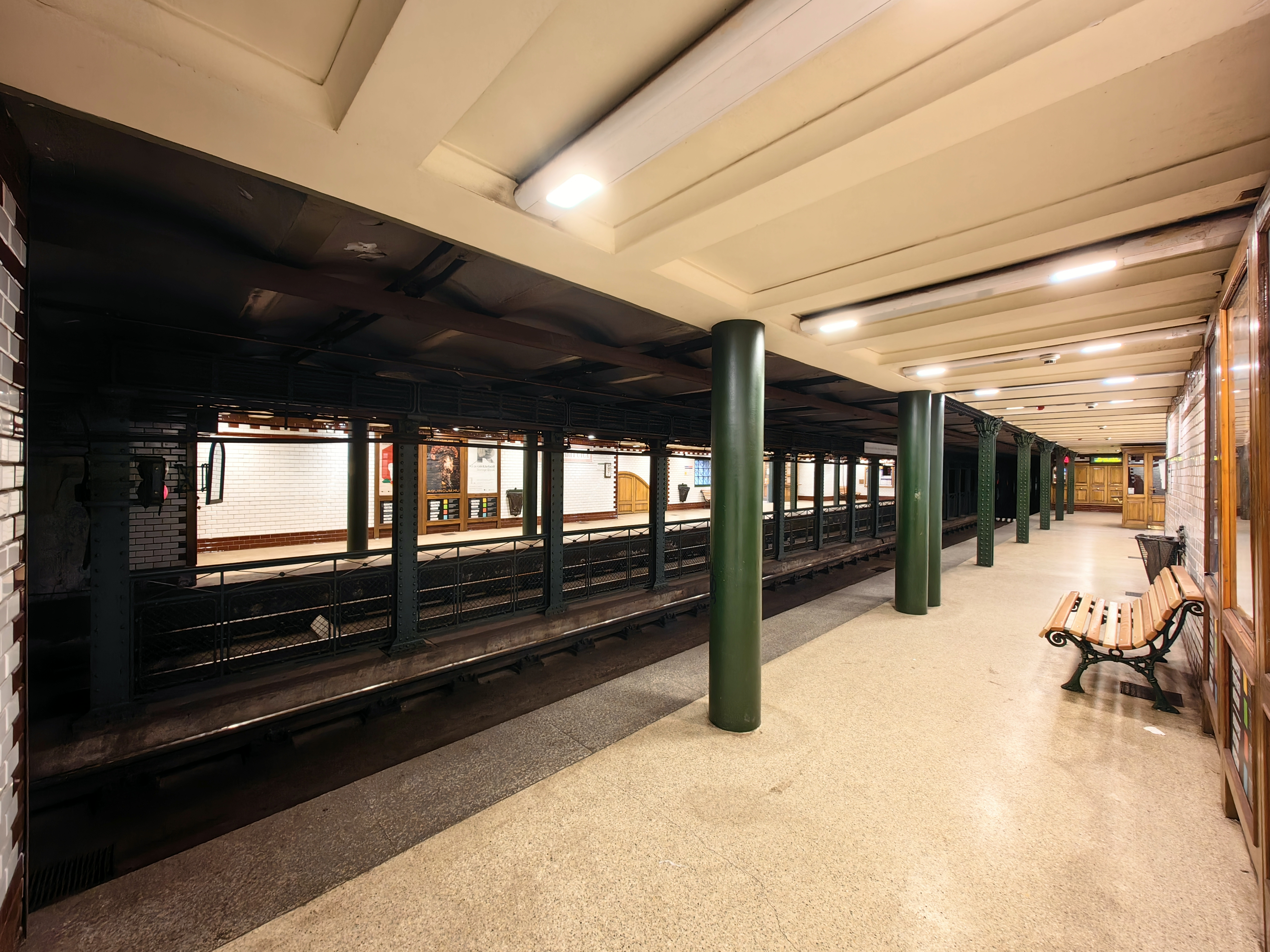
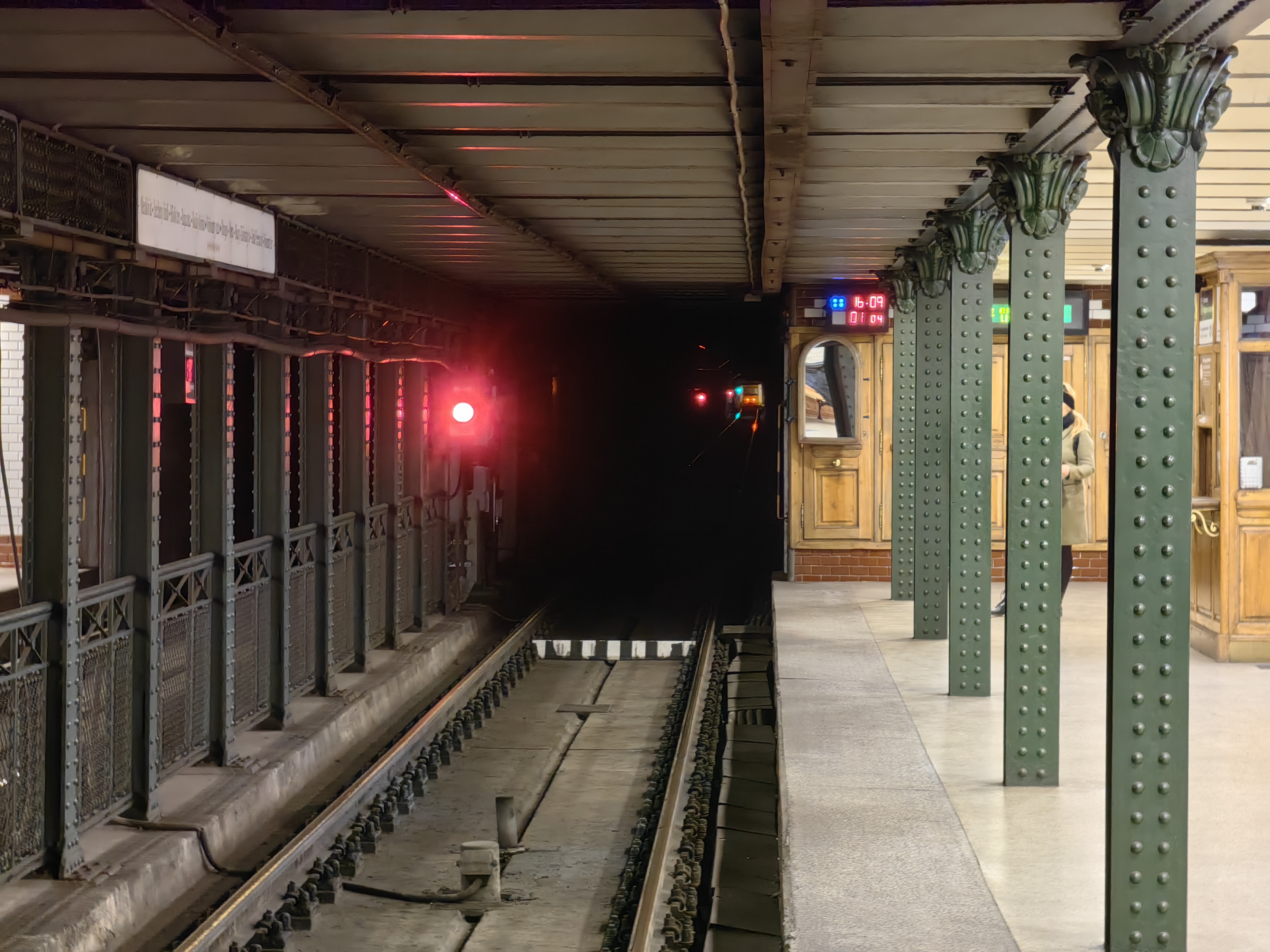